# Estelle Nze Minko
Estelle Nze Minko (født 11. august 1991 i Saint-Sébastien-sur-Loire, Frankrig) er fransk håndboldspiller som spiller venstre back for ungarske Győri Audi ETO KC og Frankrigs kvindehåndboldlandshold.
Hun var med til at vinde OL-guld i håndbold for Frankrig, ved Sommer-OL 2020 i Tokyo, efter finalesejr over Rusland, med cifrene 30-25.